# Харинская (Архангельская область)
Харинская — деревня в Ленском районе Архангельской области. Входит в состав Сойгинского сельского поселения.

## География
Находится в юго-восточной части Архангельской области на расстоянии приблизительно 64 км на юго-запад по прямой от административного центра района села Яренск на правобережье Вычегды.

## История
Деревня была учтена в 1710 году как поселение с 1 двором. В XX веке была отмечена в 1939 году.

## Население
Численность населения не была учтена как в 2002 году, так и в 2010.